# Kalkkranslav
Kalkkranslav (Phaeophyscia constipata) är en lavart som först beskrevs av Norrl. & Nyl., och fick sitt nu gällande namn av Moberg. Kalkkranslav ingår i släktet Phaeophyscia och familjen Physciaceae.  Arten är reproducerande i Sverige. Inga underarter finns listade i Catalogue of Life.